# TLD Group
Pour les articles homonymes, voir TLD.
TLD Group est une entreprise française spécialisée dans la conception et fabrication d'équipements aéroportuaires de piste, filiale du groupe Alvest. Elle réalise plus de 90 % de son chiffre d’affaires à l'export et est une des entreprises leader sur son secteur d'activité.

## Historique

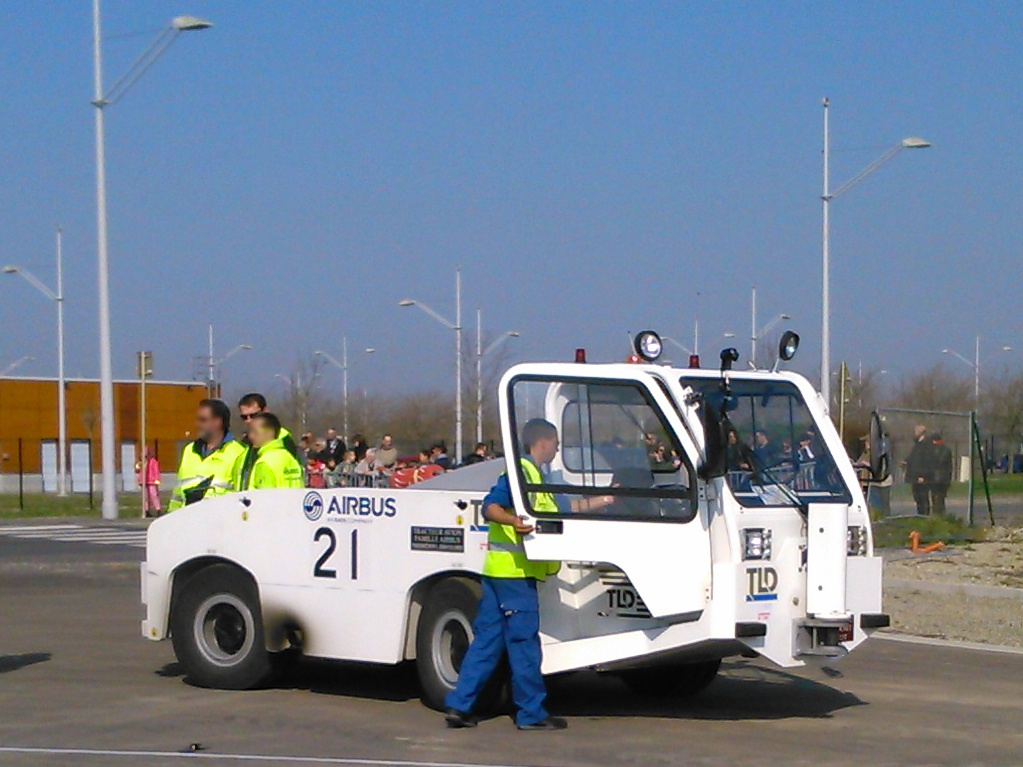
Tracteur TMX60 capable de tracter des Airbus A320.

TLD Group trouve son origine dans la création en 1860 d'un atelier d'une soierie lyonnaise qui devient en 1897, la société Mulatier et Dupont. L'entreprise s'oriente ensuite vers le tissage de métaux.
En 1951, la société change de nom et devient Tissmétal Lionel-Dupont. Ces actions sont alors cotées à la bourse de Paris et se diversifient dans des secteurs comme l'électromécanique, la manutention automatique, les fibres synthétiques, la filtration et l’équipement aéronautique. En 1985, la société prend le nom de Téléflex Lionel-Dupont .
En 1991 et 1992, le groupe constitue le pôle d'équipements aéroportuaires de piste avec l'acquisition des sociétés Tracma, Albret Industrie, Erma, Devtec (aux États-Unis et en Asie) et Lantis (aux États-Unis), donnant ainsi naissance au groupe dans son périmètre actuel. En 1992, le groupe se sépare de la société Fyltis spécialisée dans la filtration industrielle.
Entre 1996 et 1998, le groupe se concentre sur son activité d'équipements d’assistance aéroportuaire en cédant ses activités d'équipements de manutention et de composants aéronautiques. En 1997, TLD ouvre une première usine à Shanghai, en Chine. 
En 2002, le groupe abandonne l'utilisation des marques historiques acquises pour ses différents produits et crée la marque TLD.

## Implantations
L'entreprise compte huit usines dont une en Belgique – TLD Lebrun, deux en France – à Saint-Lin (Deux-Sèvres) et à Sorigny (Indre-et-Loire, anciennement implantées à Montlouis-sur-Loire, devenue elle-même usine de la société soeur « Alvest Equipment Services ») – deux en Chine à Shanghai et Wuxi, une aux États-Unis à Windsor (Connecticut) et une au Canada à Sherbrooke (Québec),.
Elle possède aussi de nombreux bureaux de ventes et de services à travers le monde, aux États-Unis (13), en Asie (8), en Europe (Londres, Francfort, Budapest, Moscou), au Brésil (São Paulo), et en Australie (Melbourne).

## Produits
TLD Group produit la quasi-totalité des équipements nécessaires au fonctionnement des avions au sol.
- Conditionneur d'air
- Démarreur de réacteurs
- Tracteur à bagages
- Tapis à bagages
- Camions hôteliers
- Tracteurs conventionnels pour le repoussage des avions
- Tracteurs sans barre pour le repoussage et le remorquage des avions
- Groupes électrogènes pour avions
- Ravitailleurs en eau et vide-toilettes
- Chargeurs de fret aérien
- Plateformes de maintenance
- Escaliers passagers
- Remorques à bagages
- Transporteurs de palettes et conteneurs
- Matériels de support aux avions militaires

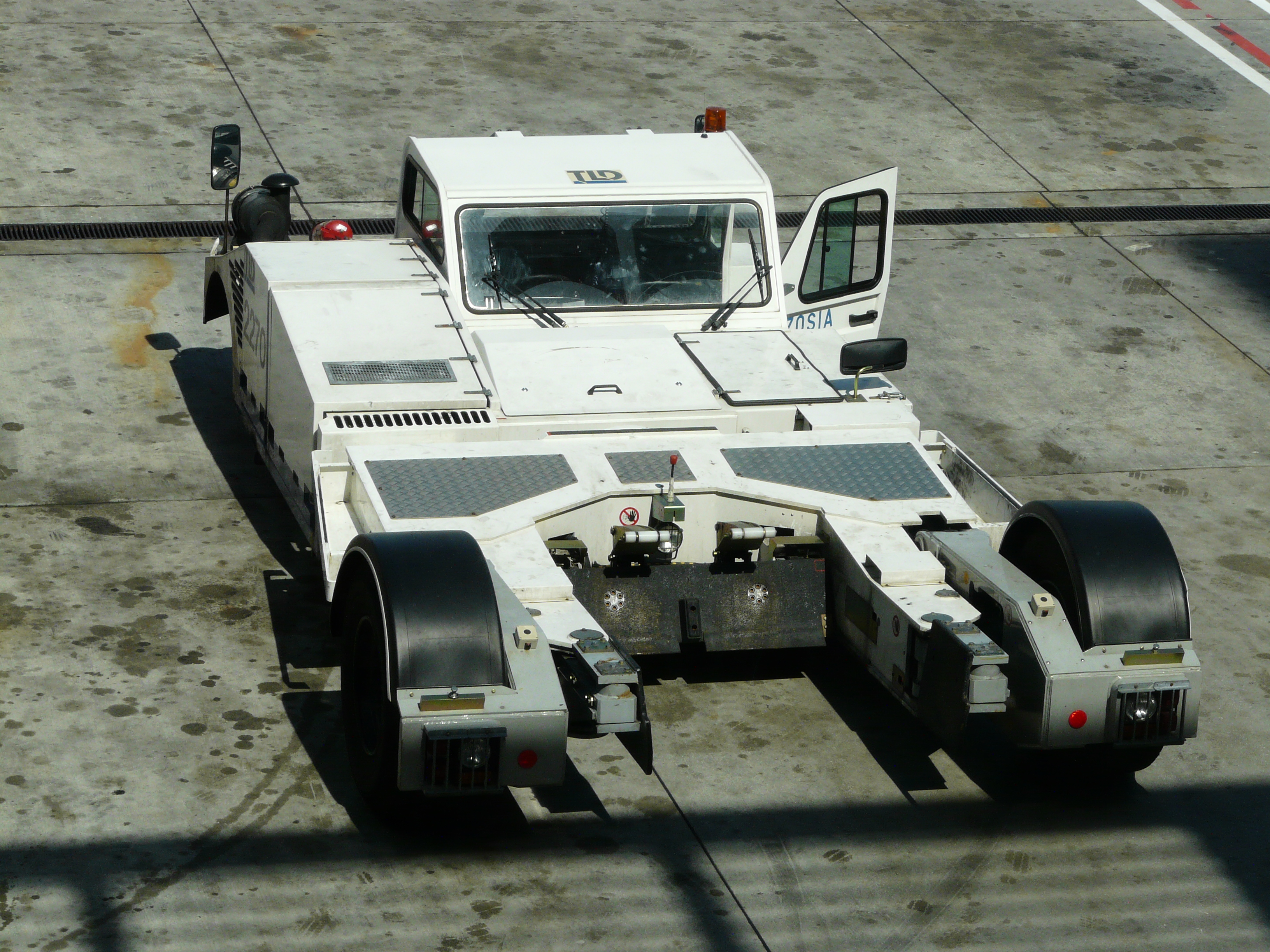
Tracteur sans barre TLD sur l'aéroport de Varsovie.

Les principaux clients du groupe sont les sociétés d'assistance de pistes, les compagnies aériennes passagers et cargo, les aéroports et les armées de l'air.
La société est également un partenaire de premier rang du projet TaxiBot. Ce tracteur pour avion, conduit par le pilote depuis le cockpit, permet à l'avion de se déplacer sur le « taxiway » avec ses réacteurs éteints afin d'économiser du carburant et de fortement réduire les émissions polluantes. L'entreprise a été récompensée pour cette innovation en recevant le prix français de l’innovation industrielle en 2013. Le TaxiBot pour avions mono-couloir est en fin de certification. Son premier utilisateur sera la compagnie Lufthansa à Francfort, les premières commercialisations devraient avoir lieu en 2015. Le prototype de Taxi Bot pour avions bi-couloirs est finalisé et en cours de test.